# 巴萨瓦纳巴盖瓦迪
巴萨瓦纳巴盖瓦迪（Basavana Bagevadi），是印度卡纳塔克邦Bijapur县的一个城镇。总人口28582（2001年）。

## 人口
该地2001年总人口28582人，其中男性14616人，女性13966人；0—6岁人口4642人，其中男2399人，女2243人；识字率52.81%，其中男性为63.00%，女性为42.15%。